# Hercus nepalensis
Hercus nepalensis là một loài tò vò trong họ Ichneumonidae.